# Ipomoea riograndensis
Ipomoea riograndensis är en vindeväxtart som beskrevs av P.P.A.Ferreira och Miotto. Ipomoea riograndensis ingår i släktet praktvindor, och familjen vindeväxter. Inga underarter finns listade i Catalogue of Life.